# Aleksandr Petrenko
Pour les articles homonymes, voir Petrenko.
Aleksandr Aleksandrovitch Petrenko (en russe : Александр Александрович Петренко ; né le 8 février 1983 à Kaliningrad) est un athlète russe spécialiste du triple saut. 

## Biographie

### Palmarès
| Date | Compétition                    | Lieu       | Résultat | Performance |
| ---- | ------------------------------ | ---------- | -------- | ----------- |
| 2002 | Championnats du monde junior   | Kingston   | 4e       | 16,22 m     |
| 2005 | Championnats d'Europe en salle | Madrid     | 3e       | 16,98 m     |
| 2005 | Championnats d'Europe espoirs  | Erfurt     | 2e       | 17,03 m     |
| 2005 | Universiade                    | Izmir      | 5e       | 16,53 m     |
| 2006 | Championnats d'Europe          | Göteborg   | 11e      | 16,60 m     |
| 2007 | Championnats d'Europe en salle | Birmingham | 6e       | 16,96 m     |
| 2007 | Championnats du monde          | Osaka      | 10e      | 16,66 m     |

### Records
| Épreuve     | Épreuve      | Performance | Lieu      | Date            |
| ----------- | ------------ | ----------- | --------- | --------------- |
| Triple saut | En plein air | 17,43 m     | Kazan     | 20 juillet 2008 |
| Triple saut | En salle     | 17,13 m     | Volgograd | 10 février 2007 |